# 皮里亞京 (若夫克瓦區)
50°12′9″N 23°51′57″E / 50.20250°N 23.86583°E
皮里亞京（烏克蘭語：Пирятин），是烏克蘭西部的村莊，隸屬利維夫州的利維夫區。該村面積13.92平方公里，海拔高度212米，2001年人口371，人口密度每平方公里26.65人。